# Homeie
Eine Homeie, andere gebräuchliche Schreibweisen sind: Hameide, Hameye, Homeye oder Homeyde, ist eine einer mittelalterlichen Stadtbefestigung vorgesetzte Wehranlage. Meist diente sie zum Schutz von Brücken oder kleineren Zollstationen. Nach Scheller wird von ihr auch ein Wachthaus oder ein Wachtturm bezeichnet. 
Der Name findet sich beispielsweise bei der Homeyenbrücke der Stadt Brandenburg an der Havel. Die dortige Homeie schützte einst die dem Altstädtischen Mühlentor vorgelagerte Brücke über die Brandenburger Niederhavel und gab dem auf die Brücke zuführenden Damm den Namen Homeiendamm. Erst 1727 verwendet Gottschling in einer Stadtbeschreibung den gegenwärtigen, offiziellen Namen Grillendamm.